# Новограчаничка митрополија
Новограчаничка митрополија (енгл. New Gracanica Metropolitanate) била је органски дио Српске православне цркве од 1984. до 2011.
У периоду од 1984. до 1991. била је у расколу са Српском патријаршијом и називала се „Слободна српска православна црква”. Новограчаничка митрополија је престала постојати 2011. након остваривања потпуног црквено-административног јединства СПЦ у дијаспори.

## Историја

### Оснивање слободних епархија
Након подјеле Америчко-канадске епархије (1963) дошло је до суспендовања епископа америчко-канадског Дионисија Миливојевића који није прихватао одлуке Светог архијерејског сабора о стварању три нове епархије (Средњозападноамеричке, Западноамеричке и Источноамеричке и канадске). Наиме, епископ Дионисије је сазвао Десети Црквено-народни сабор који је одржан од 10. до 14. новембра 1963. године. На њему је одлучено да се не примају никакве одлуке, рјешења, наређења и упутства од стране Светог архијерејског сабора и Светог архијерејског синода из Београда док у Југославији влада комунистички режим. Одбачене су све одлуке о суспендовању епископа Дионисија и о подјели Америчко-канадске епархије на три нове. Донесена је одлука да се Епархија америчко-канадска прогласи за слободну и независну и за епископа је изабран архимандрит Иринеј Ковачевић. Затим, марта 1964. године Свети архијерејски сабор Српске православне цркве лишио је чина епископа Дионисија и вратио га у ред световњака под именом Драгољуб Миливојевић.
Након доношења одлука Светог архијерејског сабора у мају 1963. и марту 1964, које су се тицале епископа америчко-канадског Дионисија Миливојевића, дошло је до изјашњавања за и против Српске патријаршије у Београду и до прилажења већине црквено-школских општина у Аустралији рашчињеном епископу Дионисију. Затим, октобра 1964. на аустралијски континент је дошао рашчињени Дионисије с главним задатком да своје присталице охрабри и оснује нову епархију. Сазван је Црквено-народни сабор који је одржан 31. октобра 1964. Већином гласова Сабор је одлучио да се оснује Слободна српска православна црква — Епархија за Аустралију и Нови Зеланд, а за првог епископа је изабрао архимандрита Димитрија Балаћа. Наслиједили су га Петар Банкеровић (1979—1988) и Василије Веиновић (1991—1994).
Након оснивања Епархије западноевропске и аустралијске на челу са епископом Лаврентијем (Трифуновићем) одржан је расколнички Црквено-народни сабор „делегата српских православних црквених општина из слободних земаља Европе“, дана 22. новембра 1969. Учесници су били поборници рашчињеног епископа америчко-канадског Дионисија Миливојевића. Основана је Слободна српска православна епархија у Европи. Године 1979. за епископа је изабран Василије Веиновић са сједиштем у Лондону. На том положају је остао до 1991. када је изабран за епископа за Аустралију и Нови Зеланд, а нови епископ за западну Европу је постао Дамаскин Давидовић.

### Оснивање Светог синода
Слободни епископи америчко-канадски Иринеј Ковачевић, аустралијско-новозеландски Петар Банкеровић и западноевропски Василије Веиновић су на Велику Госпојину 28. августа 1983, у манастиру Нова Грачаница код Чикага, објавили прокламацију о формирању Архијерејског синода. Затим, у мају 1984. састављен је и Пројекат Устава Слободне српске православне цркве како би се остварило јединство три слободне епархије (за Америку и Канаду, за Аустралију и Нови Зеланд и за западну Европу).
Манастир Нова Грачаница код Чикага, ново сједиште Америчко-канадске епархије, освећен је 12. августа 1984. Због доласка представника све три епархије била је то истовремено и прилика за сазивање ванредног Црквено-народног сабора, који је одржан 10. августа 1984. Епископи и делегати три слободне епархије су једногласно прогласили Слободну српску православну цркву. Једногласно је одобрен и усвојен Устав Слободне српске православне цркве и проглашена Митрополија са сједиштем у манастиру Нова Грачаница. Слободни епископ за Америку и Канаду Иринеј Ковачевић је проглашен за митрополита.

### Помирење са Српском патријаршијом
Раскол са Српском патријаршијом је трајао до 24. априла 1991. када је дошло до помирења између Српске православне цркве и Слободне српске православне цркве (од тада познате као Новограчаничка митрополија). Призната је ваљаност архијерејске хиротоније епископа Епархије за Америку и Канаду и митрополита Слободне српске православне цркве Иринеја Ковачевића (од тада митрополита новограчаничког), као и слободних архијереја: Димитрија Балаћа, Петра Банкеровића, Василија Веиновића и Дамаскина Давидовића.
Архијереји Новограчаничке митрополије од тада су признавали патријарха српског као првојерарха Српске православне цркве и помињали његово име на свим светим богослужењима, а патријарх је додјељивао свето миро и свете мошти митрополиту новограчаничком који их је дијелио осталим архијерејима. Затим, Свети синод Слободне српске православне цркве је преименован у Епископски савјет Новограчаничке митрополије. Нове епархијске архијереје Новограчаничке митрополије бирао је Свети архијерејски сабор Српске православне цркве између кандидата унијетих у листу кандидата на приједлог Епископског савјета Новограчаничке митрополије. Новоизабраног кандидата је хиротонисао патријарх српски. Администраторе упражњених епархија и администратора Новограчаничке митрополије је постављао Свети архијерејски синод Српске православне цркве на приједлог Епископског савјета Новограчаничке митрополије.
Новограчаничка митрополија се сложила да у сарадњи са Епископским савјетом постојећих епархија Српске православне цркве у Америци и Канади, као и са епархијама у западној Европи и Аустралији, ради на реорганизацији цјелокупне Српске православне цркве ван Југославије како би се постигло пуно литургијско и административно јединство и братско заједништво сагласно канонском предању и поретку Православне цркве.
У разговорима о помирењу су учествовали: митрополит загребачко-љубљански Јован Павловић, епископ шумадијски Сава Вуковић, епископ нишки Иринеј (Гавриловић) и епископ сремски Василије (Вадић) као чланови Светог архијерејског синода, затим митрополит црногорско-приморски Амфилохије (Радовић) и епископ бачки Иринеј (Буловић) као чланови Комисије Светог архијерејског сабора за проучење ваљаности јерархије Слободне српске православне цркве, те епископ далматински Николај Мрђа, епископ источноамерички Христофор Ковачевић и епископ канадски Георгије (Ђокић). С друге стране су учествовали: митрополит Иринеј Ковачевић и архимандрит Сава (Јурић), те поједина свештена и световна лица из Европе. Потписе на Предлог о помирењу између Српске православне патријаршије и Српске православне митрополије новограчаничке су дали митрополит новограчанички Иринеј Ковачевић и АЕМ патријарх српски Павле.

## Епархије
Новограчаничку митрополију су чиниле три епархије: Епархија за Америку и Канаду (са сједиштем у Чикагу), Епархија за Аустралију и Нови Зеланд (са сједиштем у Канбери) и Епархија за западну Европу (са сједиштем у Лондону).
Најприје је Епархија за западну Европу престала постојати 1994. након одлуке Светог архијерејског сабора Српске православне цркве о арондацији епархија на територији западне Европе. Основана је нова Епархија западноевропска од дијелова епархија Средњоевропске и Британско-скандинавске и Епархије за западну Европу Митрополије новограчаничке.
Затим је првопрестона Епархија за Америку и Канаду престала постојати након одлуке Светог архијерејског сабора Српске православне цркве од 21. маја 2009. године о арондацији епархија. Конституисана је Епархија новограчаничко-средњозападноамеричка.
Посљедња је Епархија за Аустралију и Нови Зеланд престала постојати 2011. након сједињавања ове епархије са Епархијом аустралијско-новозеландском у нову јединствену Митрополију аустралијско-новозеландску.

## Митрополити
| Портрет | Име и презиме           | Белешке  |
| ------- | ----------------------- | -------- |
|         | Иринеј Ковачевић        | до 1999. |
|         | патријарх српски Павле  |          |
|         | патријарх српски Иринеј |          |